# Hemithea costipunctata
Hemithea costipunctata là một loài bướm đêm trong họ Geometridae.